# Kristalontvanger

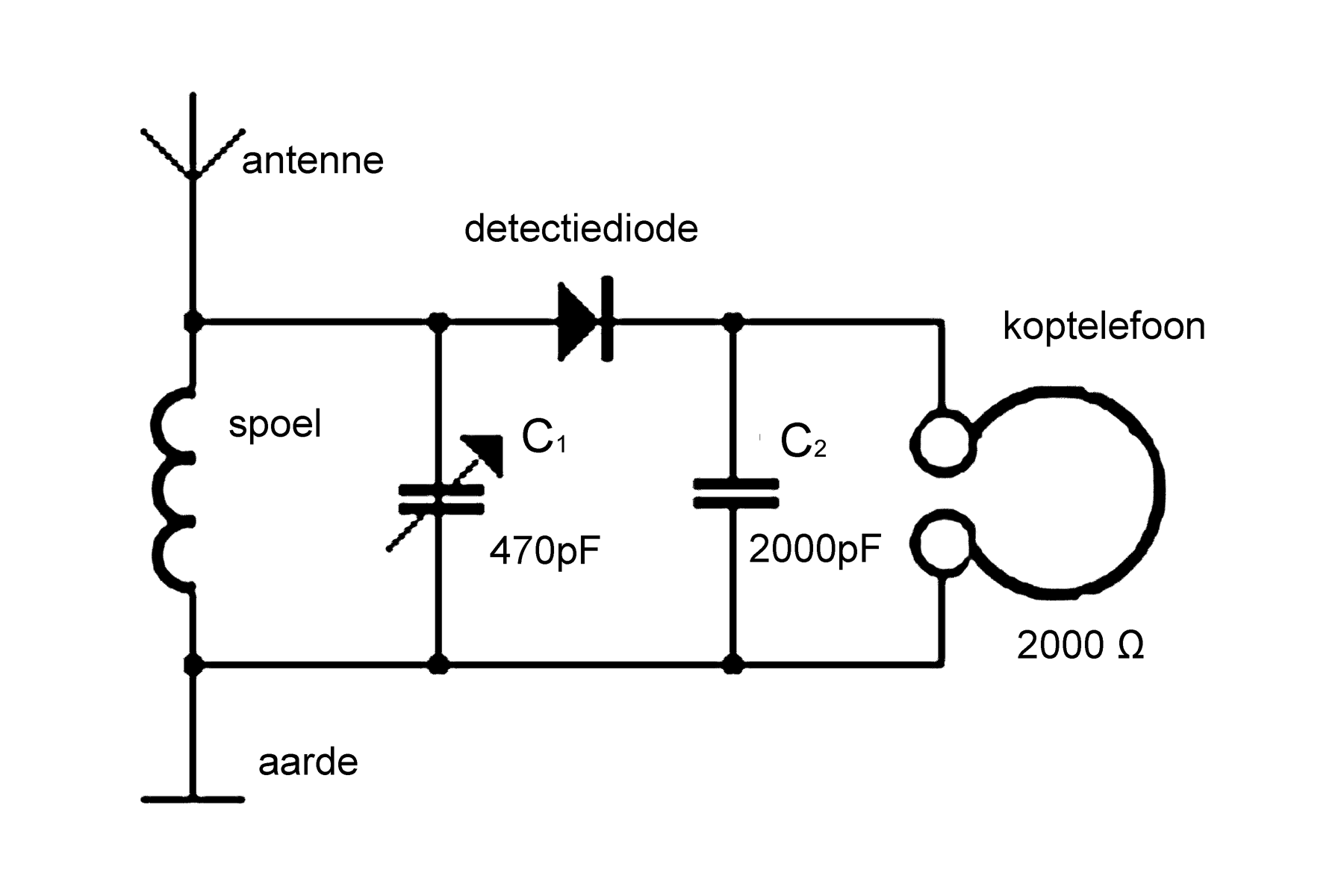
Schema van een kristalontvanger

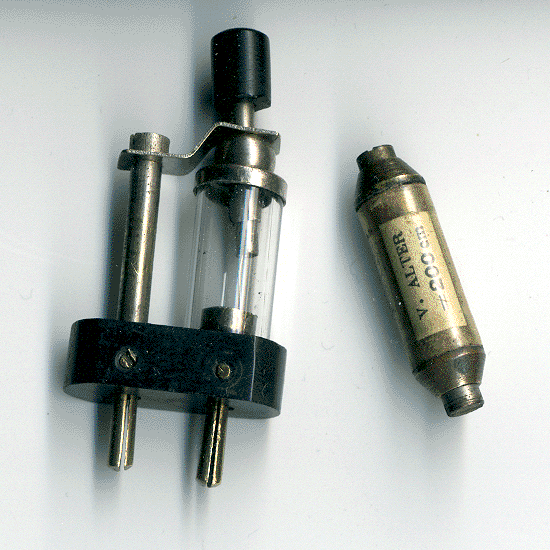
Kristaldetector en condensator (200 cm ≈ 180 pF)

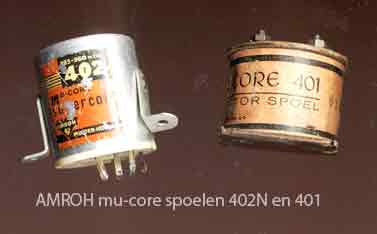
AMROH-spoelen 402N en 401

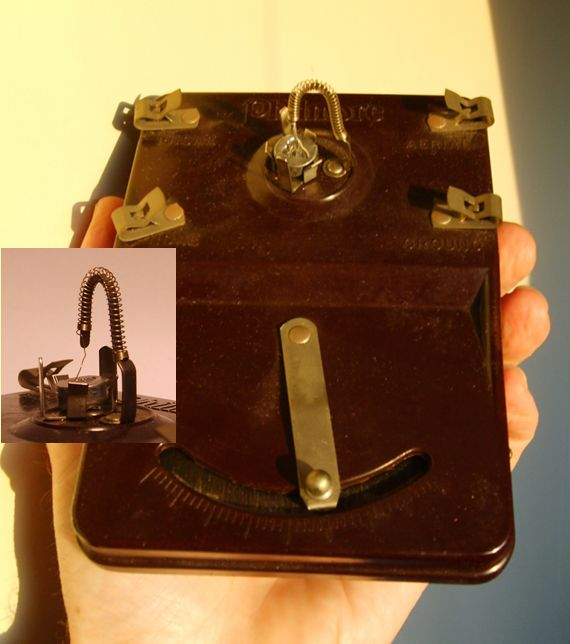
Kristalontvanger. Het roterende schuifcontact loopt over een zelfinductie (spoel) die op deze manier ingesteld kan worden. Inzet: het loodglanskristal met naald.

Een kristalontvanger is de eenvoudigste uitvoering van een radio-ontvanger, bestaande uit een spoel en afstemcondensator die samen de afstemkring vormen, een kristaldetector met afvlakcondensator als demodulator en een koptelefoon. De ontvanger is genoemd naar de diode in de kristaldetector, die oorspronkelijk van een pyrietkristal gemaakt was.
Dit type radio-ontvanger werkt uitsluitend indien de zender een amplitudegemoduleerd signaal uitzendt, niet met FM-zenders.

## Uitvoeringen
In vroeger jaren bouwde bijna elke beginnende radioamateur als eerste een kristalontvanger. In de begintijd wikkelde men zelf de spoel, niet zelden met eenvoudig koperdraad om de koker van een toiletrol en was de kristaldetector een speciaal element bestaande uit een stukje loodglanskristal waarop men met een scherpe metalen punt een plek zocht die gelijkrichtend werkte en daarmee demodulatie mogelijk maakte. Zo'n kristaldetector was eigenlijk de voorloper van de puntcontactdiode.
Later kwam de germaniumdiode, uitgevoerd als puntcontactdiode, op het toneel ter vervanging van de omslachtige en onstabiele loodglanskristaldetector. Een veelgebruikt type is de OA89. Ook kwamen er al gauw antennespoelen op de markt met betere prestaties dan de zelf gewikkelde. Het in 1923 opgerichte Nederlandse bedrijf AMROH nv in Muiden maakte de hieronder afgebeelde, veel gebruikte spoel 402. Later gebruikte men ook wel de Philips universeelspoel PP 11.
In tegenwoordige uitvoeringen is de hoogohmige koptelefoon vervangen door een kristaloortelefoontje. Door de eigencapaciteit hiervan kan de afvlakcondensator vervallen.
De kristalontvanger bevat geen energiebron en geen versterkerelement en onttrekt de energie voor de koptelefoon of het oortelefoontje aan de energie van de zender. Daardoor kan de ontvanger alleen signalen verwerken die sterk genoeg zijn, dus met zenders die niet al te ver weg staan. Bovendien is een grote antenne nodig om een sterk signaal te ontvangen.

## Geschiedenis
In het nummer van Panorama van 17 december 1913 stond hoe een kristalontvangtoestel in elkaar zat. Het kon gemaakt worden van een sigarenkistje, een stuk van een bezemsteel als spoelkern en zilverpapier voor de condensator. In deze periode was het luisteren naar radiosignalen voor particulieren nog verboden, en dat gold in sterke mate tijdens de Eerste Wereldoorlog. Later besprak J. Corver de kristalontvanger in het boek Het draadloze amateurstation uit 1922.
Bij de ontwikkeling van de radio, toen de toestellen commercieel in de handel kwamen, werden de kristalontvangers nog maar weinig gemaakt. Maar als goedkope en eenvoudig te maken ontvanger die geen stroombron nodig heeft, is het apparaat tot lang na de Tweede Wereldoorlog gemaakt.
Tijdens de Duitse bezetting moesten radiotoestellen worden ingeleverd. Bovendien werden telefoons afgesloten. Velen bouwden een kristalontvanger om naar de Engelse zender te kunnen luisteren. Daarbij kon de - toen nog bovengrondse - telefoonlijn als onopvallende antenne dienen.